# Museo dell'Alto Tavoliere
Il MAT, Museo dell'Alto Tavoliere, è il museo civico della città di San Severo. È stato istituito nel 1989 nelle sale del settecentesco palazzo monastico dei padri conventuali, noto anche come Palazzo San Francesco. L'allestimento museale odierno è stato inaugurato il 4 aprile 2009.
Il cenobio francescano, fondato nel 1232 fu parzialmente distrutto dal terremoto del 1627 e ricostruito nella seconda metà del Settecento coll'aggiunta dell'ala sud-ovest a ridosso del fossato delle cadenti mura urbiche. In età napoleonica il monastero fu soppresso e il palazzo fu adibito a caserma. Nel 1813 fu trasformato in orfanotrofio e dal 1989 è sede della Biblioteca comunale "Alessandro Minuziano", dell'Archivio storico comunale e del Museo civico.

## La collezione archeologica
Nel museo sono conservati reperti, provenienti da donazioni e da recuperi effettuati dalla sede locale dell'Archeoclub d'Italia, che coprono un arco temporale che va dalla preistoria al periodo medievale. L'esposizione è organizzata in base alle epoche storiche, in modo da creare dei percorsi che rendano comprensibili le fasi evolutive della civilizzazione degli antichi abitatori della Daunia, con particolare attenzione ai reperti ritrovati a San Severo e nelle zone circostanti.
Il periodo più antico di cui il museo conserva reperti è il Paleolitico inferiore (800.000-100.000 anni fa) rappresentato dalle amigdale (bifacciali, a forma di mandorla, lavorate su entrambi i lati) di tecnica acheuleana evoluta provenienti dal Gargano (località Mannarelle). Nel Paleolitico medio (90.000-35.000 anni fa) e Paleolitico superiore (35.000-10.000 anni fa) grazie al perfezionamento delle tecniche si ottengono strumenti sempre più sofisticati. Al Neolitico (6.000-3.000 a.C.) appartengono frammenti di ceramica impressa, incisa e dipinta.
A Guadone, località nei pressi di San Severo, sono venute alla luce testimonianze talmente significative da rivelare quanto importante fosse il Tavoliere in questa fase. L'età del ferro è documentata da vasi di impasto lucido di tradizione della prima età, e vasi dipinti con decorazione geometrica. Molti vasi in stile geometrico daunio (IX-VI secolo a.C.) provengono da tombe scavate nell'attuale area urbana sanseverese e dimostrano la presenza di piccoli villaggi di agricoltori o contadini e pastori dauni, che solo nel IV-III secolo subiscono l'influenza culturale della Magna Grecia.

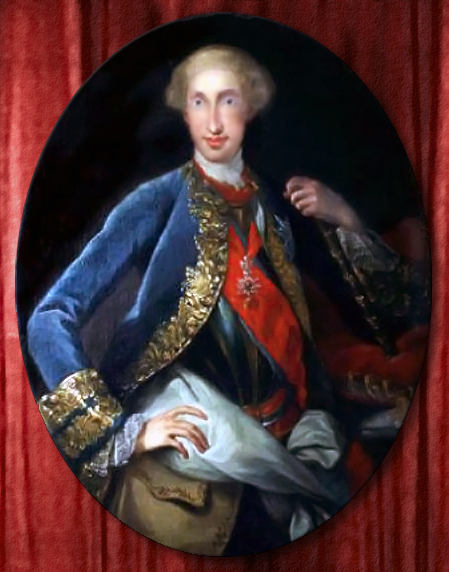
Museo civico: ritratto di Ferdinando I di Borbone

I reperti dell'età ellenistica rappresentano la parte più cospicua della collezione museale e provengono in massima parte dagli scavi di masseria Casone e di Pedincone. Di Casone, sito abbandonato nel corso del III secolo a.C., sono i corredi di settantaquattro tombe scavate tra il 1970 e il 1971. La necropoli era costituita da tombe a grotticella con pianta variabile (tondeggiante, ovale, semiovoidale o squadrata). L'ingresso alle grotticelle era un semplice pozzetto o un corridoio a piano inclinato. All'interno della grotticella si trovavano generalmente i resti di un solo individuo, più raramente di due o tre. Accanto al defunto, posto in posizione rannicchiata su un fianco, venivano sistemati oggetti personali, ornamenti e vasi (ceramica acroma e da fuoco, ceramica a fasce e di stile misto, ceramica a vernice nera, ceramica di Gnathia e vasi a figure rosse). Alle ceramiche si aggiungevano oggetti di ornamento personale (collane di pasta vitrea, fibule di ferro e bronzo, cuspidi, giavellotti e cinturoni in lamina di bronzo).
Da Pedincone, invece, provengono i corredi di cinque tombe, tra le prime a cassa con rivestimenti di lastre litiche di cui si ha notizia nel territorio di San Severo. Tra i reperti rinvenuti in questa località spiccano un cinturone in lamina di bronzo, una kylix a vernice nera con decorazione floreale sovraddipinta in rosso, una coppetta biansata decorata con cuori e palmette su fondo rosso, nonché uno specchio bronzeo con coperchio a cerniera decorato con motivi geometrici punteggiati.
L'epoca romana, infine, è documentata da lucerne di età imperiale, recipienti di vetro, resti di vasi di ceramica rossa sigillata recanti il bollo col nome del fabbricante e anfore da trasporto vinarie.

## Pinacoteca, quadreria e servizi
Il Museo ospita, inoltre, la Pinacoteca Luigi Schingo, una collezione di dipinti d'età moderna e fornisce servizi didattico-culturali rivolti alle scuole e ai singoli visitatori. In particolare, i laboratori didattici sono suddivisi in quattro macro-aree: archeologia, storia e arte, scienze e antropologia, ambiente.
Il 18 aprile 2015, presso il MAT, è stato inaugurato l'archivio Andrea Pazienza, un centro di documentazione dedicato al celebre artista di origini sanseveresi Andrea Pazienza, contenente fumetti, albi, cataloghi di mostre, articoli giornalistici, tesi di laurea, materiale multimediale, accessibile liberamente dagli utenti.